# 四社神社 (横芝光町)
四社神社（ししゃじんじゃ）は、千葉県山武郡横芝光町屋形（上総国武射郡）にある神社。旧社格は郷社。
建速須佐之男命・別雷命・天児屋根命と菅原道真公を祀る。

## 歴史
寛平元年（889年）臣籍降下し上総介に任じられた高望王が、昌泰元年（898年）9月上総国武射郡に屋形を造営し本拠とし、延喜元年9月29日（901年11月12日）にはその屋形の鬼門に当たる所に当社を建立、また延喜2年（902年）5月には寺院を建立したといわれている。天慶2年（939年）承平天慶の乱に際して朝廷軍が戦勝を祈願したときから「四社大明神」と称されていた。
天正14年（1586年）5月には北条氏の臣で坂田城主の井田胤徳が里見勢の侵攻を退けた栗山川合戦、天正18年（1590年）3月には豊臣秀吉の小田原征伐に伴う蓮沼合戦があり、両戦の兵火に罹って、近くにあった無量寺とともに灰尽に帰した。
現存する本殿は、元禄元年（1688年）11月に造営され、宝暦3年（1753年）に改修されたものであるが、村方の他九十九里浦中や江戸の干鰯問屋あるいは造船家にまで寄付を求め、造営と改修の費用を捻出したといわれている。
享保4年（1719年）神祇官卜部兼敬の奉幣があり、もと正一位四社大明神と称したが、明治2年（1869年）に「四社神社」と改号、明治6年（1873年）郷社に列した。

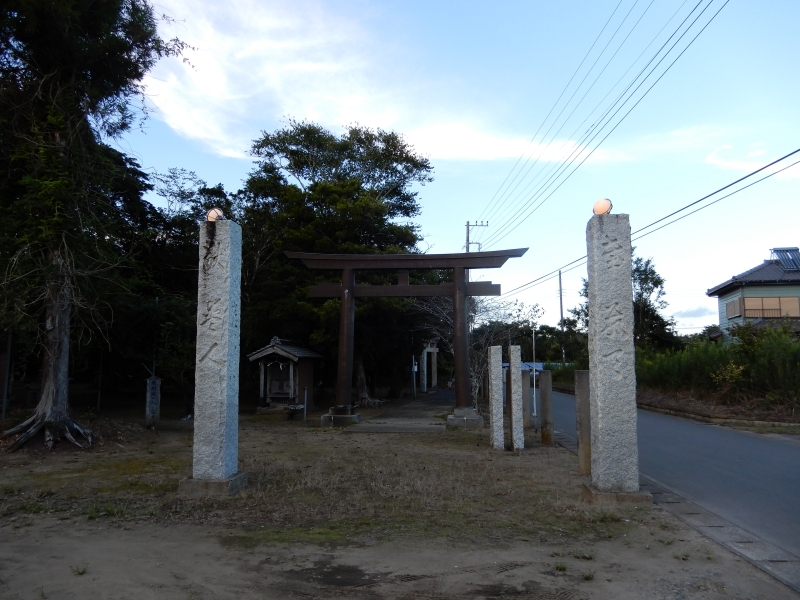
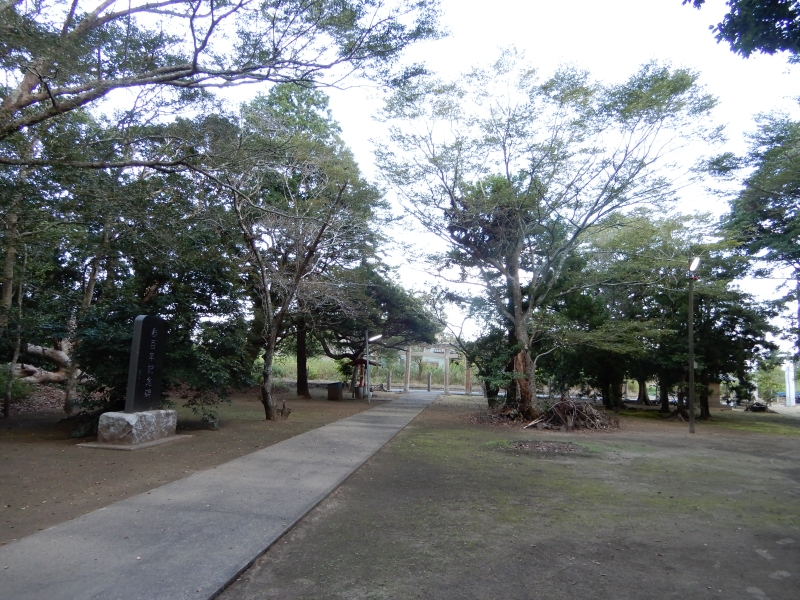
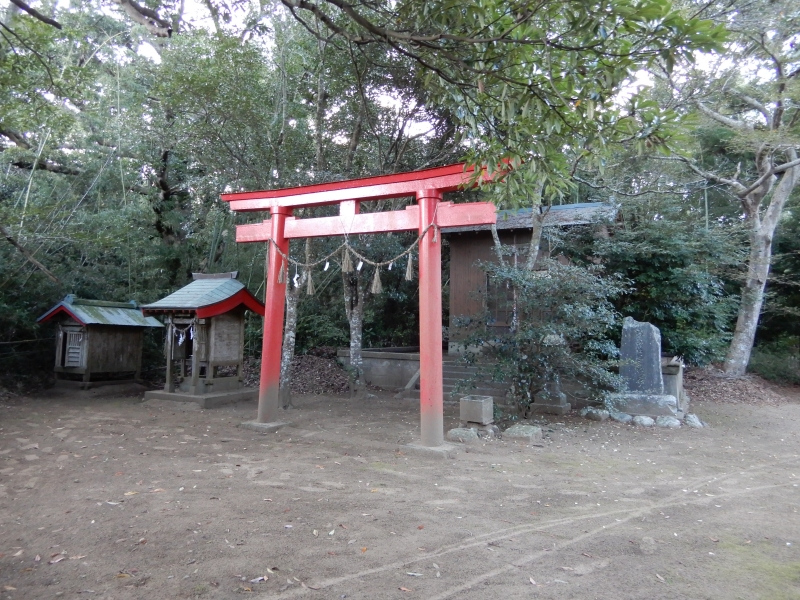

## 行事
古来より、1月18日（現在は、1月の第3日曜日）の祭礼に、「潮祭り」と呼ばれる里神楽が奉納される。大釜に沖合いから運んだ海水を沸かし郷中安全と豊漁を祈願する湯立神楽である。

## 交通
- 総武本線横芝駅から千葉交通バス蓮沼循環、上堺小学校下車徒歩15分
- 南西側に、2キロメートルほど離れた所に五所神社が、5キロメートルほど離れた所には大宮神社がある。